# Szenicsite
La szenicsite è un minerale.